# Окенит
Окени́т — минерал из группы водных силикатов.
- Синонимы: бордит, дисклазит.
- Эмпирическая химическая формула: Ca3Si6O15·6H2O.

## История
Впервые найден на острове Диско, Гренландия. Описан в 1828 году минералогом Францем фон Кобеллем и назван в честь немецкого натуралиста Лоренца Окена (1779—1851).

## Описание

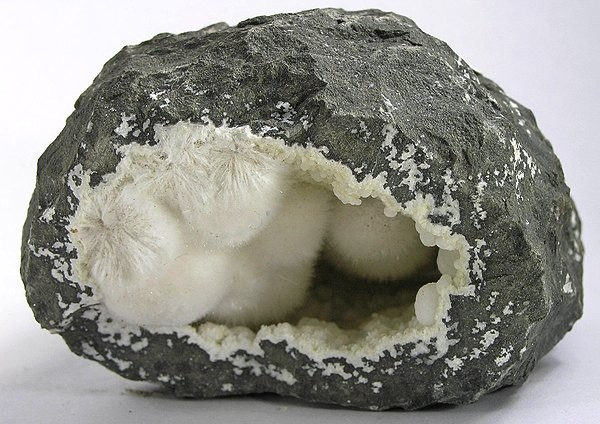
Окенитовая жеода (Пуна, Махараштра, Индия)

Сингония триклинная. Встречается в виде маленьких белых сферолитов, напоминающие ватные шарики в базальтовых образованиях жеод (окенитовые жеоды), радиально-волокнистых пучков и спутанно-волокнистых агрегатов, состоящих из тончайших нитевидных кристаллов. Кристаллы гибкие и хрупкие. Твёрдость по шкале Мооса 4,5—5. Блеск жемчужный. Спайность совершенная по {001}. Цвет белый, переходящий в слегка жёлтый, синевато-белый. Цвет черты белый. Плотность 2,28—2,33. Под паяльной трубкой вспучивается и сплавляется в белое стекло. Ассоциирует с другими с цеолитами, кальцитом, апофиллитом, гиролитом, пренитом, халцедоном.

## Местонахождения
Наиболее многочисленные находки — в США и Индии. Махараштра (Индия); Аризона, Калифорния, Айдахо, Нью-Мексико, Сев. Каролина, Орегон, Пенсильвания, Юта, Виргиния, Вашингтон (США).
Скаут-Хилл (Ирландия); о. Диско (Гренландия); о. Булла (Азербайджан); Aranga (Новая Зеландия); Чили; о. Бордо (Фарерские острова).
В России: Комсомольский рудник, рудник Октябрьский (Норильск), массив Вуориярви (Мурманская область).